# Jakub Pokorný
Jakub Pokorný (* 11. září 1996 Znojmo) je český profesionální fotbalista, který hraje na pozici středního obránce za český klub SK Sigma Olomouc. Je také bývalým českým mládežnickým reprezentantem.

## Klubová kariéra
Svou profesionální kariéru zahájil ve Znojmě. Dne 28. září 2014 debutoval v seniorské lize v České národní fotbalové lize při prohře 4–1 ve Varnsdorfu. Svůj první ligový gól vstřelil 27. března 2016 při znojemské porážce 3–1 v české národní fotbalové lize v Hradci Králové. V roce 2016 se přestěhoval do Baníku Ostrava a ve stejné sezóně s nimi vykopal postup do první české ligy.
Po postupu do první ligy debutoval 28. července 2017 v dresu Baníku Ostrava v nejvyšší fotbalové lize. Po půlroce se odebral na dvojí hostování – půlroční v FK Ústí nad Labem a roční v Hradci Králové, oba týmy působí v 2. nejvyšší české fotbalové lize. Po návratu z hostování dokázal vstřelit i svůj první gól v nejvyšší soutěži, a to 8. listopadu 2019 do sítě Karviné.

## Reprezentační kariéra
Zastupoval Českou republiku v kategorii mládeže do 20 let, kde si připsal 2 starty a do 21 let, kde si připsal 3 starty.